# Principado Episcopal de Bamberga
O Principado Episcopal de Bamberga foi um Estado que existiu durante mais de cinco séculos (de 1245 a 1802), vinculado ao Sacro Império Romano-Germânico e depois incluído no Eleitorado da Baviera.
Os Bispos de Bamberga receberam o título de príncipes do imperador Frederico II de Hohenstaufen antes da deposição pelo Papa Inocêncio IV em 1254, pelo que a diocese se tornou um Estado Imperial. Durante o século XVIII foi muitas vezes governada em conjunto com o bispado vizinho de Würzburg. Bamberga fazia fronteira com o Bispado de Wurzburgo a oeste, o Marca de Brandemburgo-Ansbach e a cidade livre de Nuremberga a sul, o Marca de Brandenburg-Bayreuth a leste e o ducado da Saxónia-Coburgo a norte.
Aderiu ao Círculo da Francónia em 1500.
A diocese também governou grandes pertences no ducado da Caríntia, incluindo as cidades de importância estratégica de Villach, Feldkirchen, Wolfsberg e Tarvisio na estrada transalpina para Veneza, bem como Kirchdorf an der Krems no arquiducado austríaco. A imperatriz Maria Teresa de Habsburgo adquiriu esses territórios em 1759. Quando o Reichsdeputationshauptschluss de 1802 fez Bamberga parte do eleitorado da Baviera, o bispado tinha uma área de 3580 km² e uma população de 207 000 habitantes.

## História

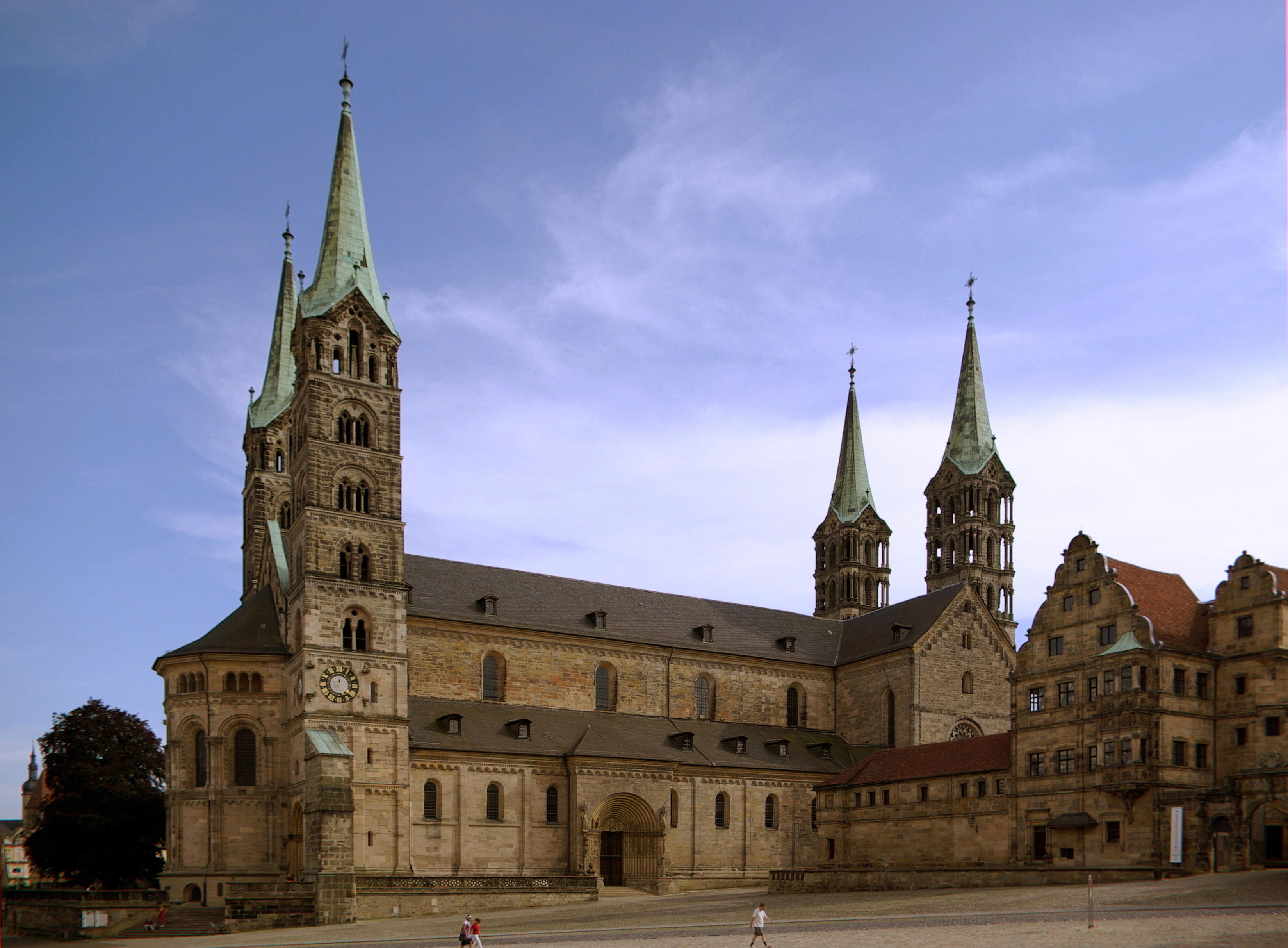
Catedral de Bamberga

A partir de 1 de novembro de 1007 um sínodo foi realizado na cidade de Frankfurt am Main. Oito arcebispos e vinte e sete bispos estavam presentes, liderados pelo arcebispo Willigis de Mainz, bem como o rei dos romanos, Henrique II, o Santo. O rei tentou criar uma nova diocese que ajudaria na conquista final do paganismo na área em torno de Bamberga. Mas o território dos vendos no Alto Meno, o Wiesent e os Aisch pertenciam à Diocese de Wurzburg desde a organização dos bispados da Alemanha Central por São Bonifácio, portanto nenhuma nova diocese poderia ser erguida sem o consentimento do ocupante daquela sede. O bispo Henrique I de Wurzburg não se opôs à partição de parte de seu território, especialmente na promessa do rei de que Wurzburg seria elevado a arcebispado e concedeu um território equivalente em Meiningen. O consentimento do Papa João XVII foi obtido para este propósito, mas a elevação de Wurzburg a arcebispado foi provada impraticável também devido às reservas de Willigis, e o bispo Henrique I retirou seu consentimento no início.
No entanto, após várias concessões, o rei Henrique II obteve o consentimento para a fundação da diocese de Bamberga de partes da diocese de Würzburg e - mais tarde - da diocese de Eichstätt. Bamberga foi feito diretamente subordinado a Roma. Também foi decidido que Eberardo, o chanceler do rei, fosse ordenado pelo arcebispo Willigis de Mainz, para ser o chefe da diocese na nova região fronteiriça. A nova diocese recebeu presentes de grande valor, com o objetivo de dotá-lo de bases financeiras sólidas.
Henrique queria que o rigor monástico e os estudos realizados no capítulo da catedral de Hildesheim - o próprio Henrique tinha aí estudado - estivessem ligados a todas as igrejas sob seu controlo, incluindo a sua diocese favorita de Bamberga. Os sete bispos seguintes foram nomeados pelos imperadores, quando então a regra era uma eleição canónica livre. O sucessor imediato de Eberardo, Suidger de Morsleben, tornou-se papa em 1046, sob o nome de Clemente II. Era o único papa a ser enterrado a norte dos Alpes, na catedral de Bamberga. No século XIII, a diocese gradualmente se iria tornar um principado territorial, e os seus bispos tomaram precedência secular imediatamente atrás dos arcebispos. O bispo Henrique I de Bilversheim (1242-1257) tornou-se seu primeiro príncipe-bispo.
O 40.º bispo, Jorge III de Limburgo (1505-1522), inclinou-se para a Reforma, o que causou um surto social violento sob seu sucessor Weigand (1522-1556), e a cidade sofreu severamente na Segunda Guerra Margraviana (1552-1554), bem como na Guerra dos Trinta Anos, quando foi colocada sob a jurisdição de Bernardo, o novo Duque da Francónia.
Na Paz de Westfália (1648), os bispos recuperaram as suas posses, mas esses territórios foram invadidos pelos exércitos revolucionários franceses e, em 1802, anexados ao Eleitorado da Baviera. De 1808 a 1817, o bispado esteve vago; pela Concordata bávaro no ano seguinte, Bamberga foi convertido em arcebispado, com Würzburg, Speyer e Eichstädt como sedes sufragâneas.